# Persone di cognome Zanetti
| Questa pagina contiene informazioni ricavate automaticamente dalle voci biografiche con l'ausilio del template Bio e di un bot. L'aggiornamento è periodico e automatico e ricostruisce completamente la pagina. Se manca una persona in questa lista, sei pregato di non aggiungerla, ma accertati piuttosto che la sua voce biografica contenga il template Bio e che i dati anagrafici siano correttamente compilati. Se il template Bio manca, inseriscilo tu stesso o, in alternativa, metti l'avviso {{tmp\|Bio}} che ne segnala la mancanza. Se i dati riportati sono sbagliati, correggi direttamente la voce biografica; le modifiche saranno visibili in questa lista entro pochi giorni. Per chiarimenti vedi il progetto antroponimi. La lista contiene solo le 57 persone che sono citate nell'enciclopedia e per le quali è stato implementato correttamente il template Bio. Pagina aggiornata al 23 lug 2025. |

Questa è una lista di persone presenti nell'enciclopedia che hanno il cognome Zanetti, suddivise per attività principale.

## Allenatori di calcio(3)
- Diego Zanetti, allenatore di calcio e ex calciatore italiano (Invorio, n. 1939)
- Paolo Zanetti, allenatore di calcio e ex calciatore italiano (Valdagno, n. 1982)
- Sergio Zanetti, allenatore di calcio e ex calciatore argentino (Avellaneda, n. 1967)

## Allenatori di calcio a 5(1)
- Sandro Zanetti, allenatore di calcio a 5 e ex giocatore di calcio a 5 brasiliano (Monte Carlo, n. 1976)

## Architetti(1)
- Giacomo Zanetti, architetto italiano (Lugano, n. 1698 - Casale Monferrato, † 1735)

## Attori(2)
- Giancarlo Zanetti, attore e direttore artistico italiano (Cavalese, n. 1941)
- Giorgio Zanetti, attore, comico e cantante italiano (Brescia, n. 1962)

## Attrici(1)
- Melanie Zanetti, attrice australiana (Brisbane, n. 1985)

## Avvocati(1)
- Gian Luca Zanetti, avvocato, giornalista e editore italiano (Bagolino, n. 1872 - Milano, † 1926)

## Bibliotecari(1)
- Anton Maria Zanetti, bibliotecario e critico d'arte italiano (Venezia, n. 1706 - Venezia, † 1778)

## Calciatori(6)
- Cristiano Zanetti, ex calciatore e allenatore di calcio italiano (Carrara, n. 1977)
- Ledio Zanetti, calciatore svizzero (Zurigo, n. 1925 - † 1985)
- Leonida Zanetti, calciatore italiano
- Mario Zanetti, calciatore italiano (Chivasso, n. 1914)
- Olav Zanetti, ex calciatore norvegese (Oslo, n. 1976)
- Vittorio Zanetti, calciatore e allenatore di calcio italiano (Forlì, n. 1943 - Cesena, † 2019)

## Calciatrici(1)
- Michela Zanetti, calciatrice italiana (Udine, n. 1991)

## Cantanti(1)
- Savage, cantante, compositore e produttore discografico italiano (Massa, n. 1956)

## Cestiste(2)
- Eleonora Zanetti, ex cestista italiana (Vicenza, n. 1994)
- Lucrezia Zanetti, cestista italiana (Savona, n. 1997)

## Cicliste su strada(1)
- Linda Zanetti, ciclista su strada e mountain biker svizzera (Camignolo, n. 2002)

## Ciclisti su strada(1)
- Mauro Zanetti, ex ciclista su strada italiano (Iseo, n. 1973)

## Compositori(1)
- Francesco Zanetti, compositore e direttore d'orchestra italiano (Volterra, n. 1737 - Perugia, † 1788)

## Critici musicali(1)
- Roberto Zanetti, critico musicale, musicologo e docente italiano (Bologna, n. 1938 - Camaiore, † 2024)

## Dirigenti sportivi(1)
- Javier Zanetti, dirigente sportivo e ex calciatore argentino (Buenos Aires, n. 1973)

## Disegnatori(1)
- Paul Zanetti, disegnatore australiano (Wollongong, n. 1961)

## Drammaturghi(1)
- Eugenio Zanetti, drammaturgo, scenografo e pittore argentino (Córdoba, n. 1946)

## Ginnasti(1)
- Luigi Zanetti, ginnasta italiano (Padova, n. 1921 - Prato, † 2008)

## Giocatori di biliardo(1)
- Marco Zanetti, giocatore di biliardo italiano (Bolzano, n. 1962)

## Giornalisti(3)
- Armando Zanetti, giornalista e antifascista italiano (Cosenza, n. 1890 - Parma, † 1977)
- Gualtiero Zanetti, giornalista italiano (Bologna, n. 1922 - Milano, † 1987)
- Livio Zanetti, giornalista italiano (Bolzano, n. 1924 - Roma, † 2000)

## Hockeisti su ghiaccio(2)
- Marco Zanetti, hockeista su ghiaccio italiano (Varese, n. 2002)
- Mauro Zanetti, ex hockeista su ghiaccio svizzero (n. 1988)

## Imprenditori(1)
- Massimo Zanetti, imprenditore e politico italiano (Villorba, n. 1948)

## Incisori(1)
- Anton Maria Zanetti, incisore, critico d'arte e mercante d'arte italiano (Venezia, n. 1680 - Venezia, † 1767)

## Numismatici(1)
- Guido Antonio Zanetti, numismatico italiano (Bazzano, n. 1741 - Bologna, † 1791)

## Pallavolisti(1)
- Gian Franco Zanetti, pallavolista italiano (Modena, n. 1942 - Modena, † 2020)

## Patrioti(1)
- Napoleone Zanetti, patriota italiano (Padova, n. 1837 - Venezia, † 1893)

## Pianisti(1)
- Roberto Zanetti, pianista e compositore italiano (Lazise, n. 1957)

## Piloti motociclistici(1)
- Lorenzo Zanetti, pilota motociclistico italiano (Brescia, n. 1987)

## Pittori(2)
- Domenico Zanetti, pittore e decoratore italiano (Bologna)
- Umberto Zanetti, pittore e artista italiano (Bologna, n. 1930 - Dozza, † 2025)

## Pittrici(1)
- Leopoldina Zanetti, pittrice italiana (Venezia, n. 1826 - Milano, † 1902)

## Politici(5)
- Claudio Zanetti, politico svizzero (Bülach, n. 1967)
- Enrico Zanetti, politico e economista italiano (Venezia, n. 1973)
- Michele Zanetti, politico e giurista italiano (Trieste, n. 1940)
- Roberto Zanetti, politico svizzero (Soletta, n. 1954)
- Sol Zanetti, politico canadese (Sainte-Foy, n. 1982)

## Presbiteri(1)
- Vincenzo Zanetti, presbitero e storico italiano (Murano, n. 1824 - Murano, † 1883)

## Registe(1)
- Mariella Zanetti, regista e sceneggiatrice italiana (Bologna, n. 1944)

## Rugbisti a 15(1)
- Davide Zanetti, rugbista a 15 italiano (Gardone Val Trompia, n. 1995)

## Scrittrici(1)
- Jole Zanetti, scrittrice italiana (Trieste, n. 1938)

## Storiche(1)
- Ginevra Zanetti, storica italiana (Milano, n. 1906 - Brescia, † 1991)

## Storici(1)
- Girolamo Francesco Zanetti, storico, filologo e numismatico italiano (Venezia, n. 1713 - Padova, † 1782)

## Tipografe(1)
- Fiorenza e Maria Zanetti, tipografa italiana

## Violinisti(1)
- Gasparo Zanetti, violinista e compositore italiano († 1660)